# Itame philadelphiaria
Itame philadelphiaria är en fjärilsart som beskrevs av Kurentzov 1950. Itame philadelphiaria ingår i släktet Itame och familjen mätare. Inga underarter finns listade i Catalogue of Life.